# Karl Pohlig
Karl Pohlig (Teplice, Bohemia, entonces Imperio austriaco, actual República Checa; 10 de febrero de 1864 - Brunswick, Alemania; 17 de junio de 1928) fue un director de orquesta alemán.

## Biografía
Pohlig estudió violonchelo y piano en Weimar con Franz Liszt y después impartió clases de piano en dicha ciudad. En 1901 en Stuttgart se convirtió en el primer director de orquesta en interpretar la versión completa de la Sinfonía n.º 6 de Anton Bruckner. Esta sinfonía había sido representada anteriormente en pasajes y en una versión acortada por Gustav Mahler.
Pohlig ejerció como director de la Orquesta de Filadelfia entre 1907 y 1912. Invitó a Sergéi Rajmáninov para que debutara en Estados Unidos con la orquesta en 1909. En 1912, cayó en desgracia al revelarse que se había visto envuelto en una relación extramatrimonial con su secretaria sueca. Sin embargo, Pohlig también denunció a la orquesta por incumplimiento de contrato en esa época. Recibió la compensación de un año de salario. Pohlig concluyó su carrera como director de la ópera de corte de Brunswick en Alemania, la ciudad en la que falleció el 17 de junio de 1928.